# Hall of Fame Tennis Championships 1991
L'Hall of Fame Tennis Championships 1991 è stato un torneo di tennis giocato sull'erba. È stata la 16ª edizione dell'Hall of Fame Tennis Championships, che fa parte della categoria World Series nell'ambito dell'ATP Tour 1991. Si è giocato all'International Tennis Hall of Fame di Newport negli Stati Uniti, dall'8 al 14 luglio 1991.

## Campioni

### Singolare
Bryan Shelton ha battuto in finale  Javier Frana con il punteggio di 3–6, 6–4, 6–4

### Doppio
Gianluca Pozzi /  Brett Steven hanno battuto in finale  Javier Frana /  Bruce Steel con il punteggio di 6–4, 6–4